# Yoko Ono

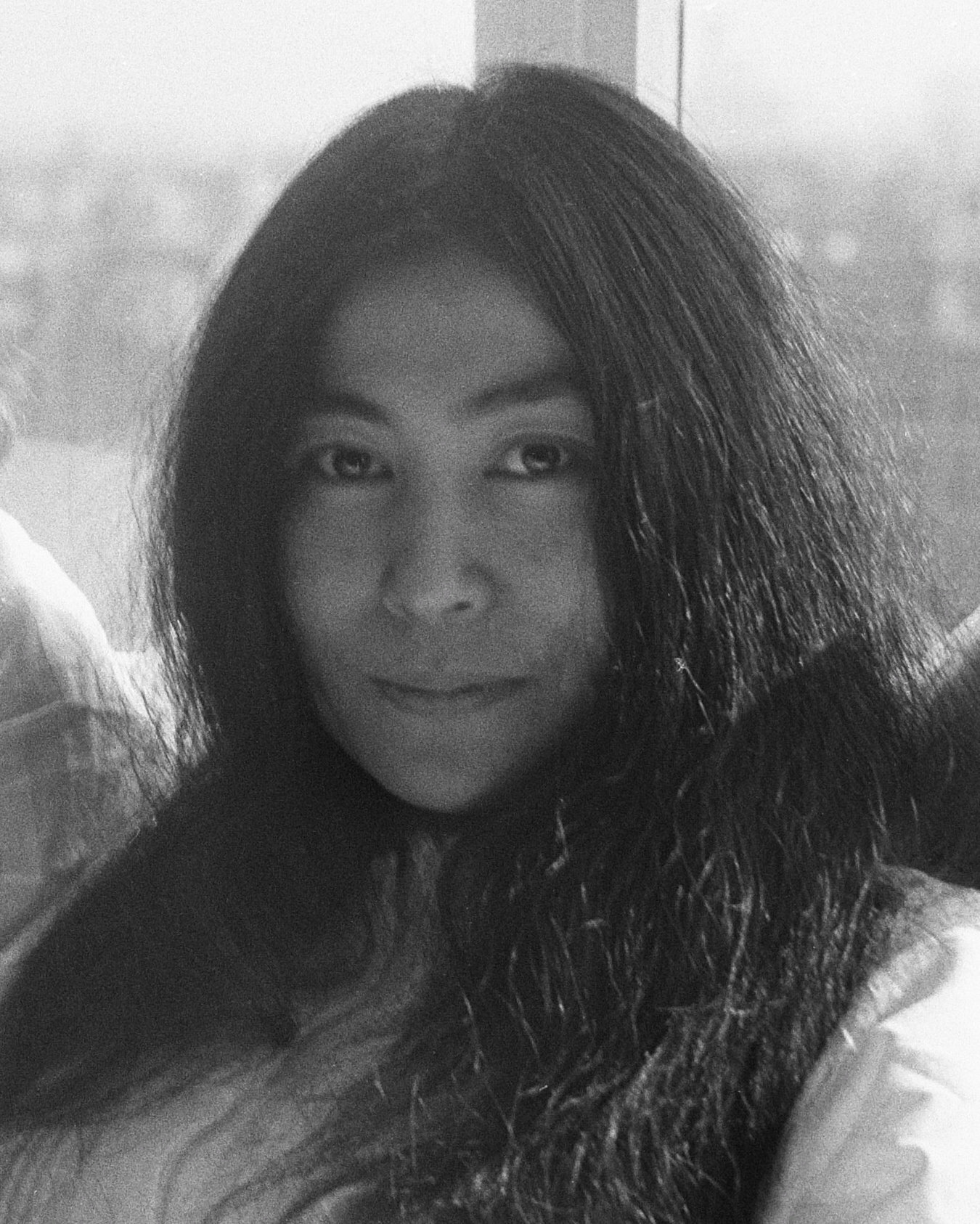
Yoko Ono (1969)

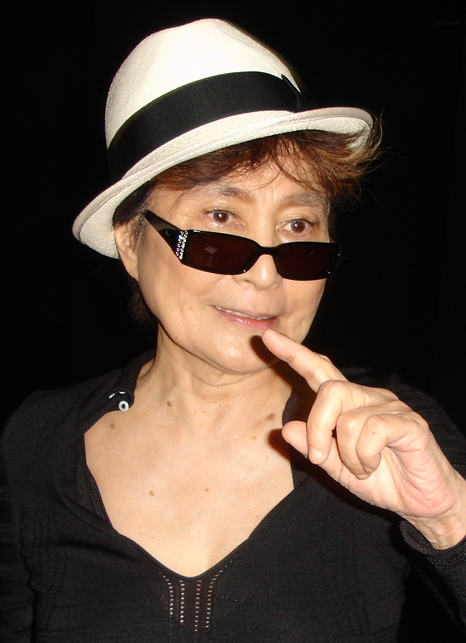
Yoko Ono (2007)

Yoko Ono (japanisch 小野 洋子 Ono Yōko; * 18. Februar 1933 in der Präfektur Tokio, Kaiserreich Japan) ist eine japanisch-US-amerikanische Künstlerin, Filmemacherin, Experimentalkomponistin und Sängerin. Sie gilt als eine der bedeutendsten Vertreterinnen der Fluxus-Bewegung. Bereits vor ihrer Ehe mit dem „Beatle“ John Lennon hatte sich Ono Anfang der 1960er Jahre in Künstlerkreisen einen Namen gemacht und trat zunehmend als Friedens- und Menschenrechtsaktivistin auf.

## Leben
Yoko Ono wurde am 18. Februar 1933 als erstes Kind von Eisuke und Isoko Ono in Tokio geboren. Die Mutter Isoko stammte aus einer wohlhabenden Bankiers-Familie, der Vater Eisuke war ein ehemaliger Pianist, der für eine japanische Bank in San Francisco arbeitete. Mutter Isoko und Yoko folgten dem Vater 1935 nach Amerika. Nach dem japanischen Angriff auf China kehrten Isoko, Yoko und der 1936 geborene Bruder Keisuke im Jahr 1938 zurück nach Japan, wo sie in luxuriösem Wohlstand lebten. Yoko besuchte unter anderem die Jiyu-Gakuen-Musikschule, lernte Klavierspiel und Komposition und hatte bereits im Kindesalter erste öffentliche Auftritte.
Im Zweiten Weltkrieg wurde der Vater als Soldat einberufen und im japanisch besetzten Hanoi eingesetzt. Die Mutter flüchtete mit den inzwischen drei Kindern nach einem verheerenden Luftangriff auf Tokio ins bäuerliche Hinterland, wo Yoko sich um die Geschwister kümmern musste. Nach Ende des Krieges schloss Ono ihre Schulausbildung ab und begann ein Studium der Philosophie an der Gakushūin-Universität. Sie entschied sich 1952 jedoch, ihrer Familie in die Vereinigten Staaten nach Scarsdale (New York) zu folgen. Dort führte sie noch im selben Jahr ihr Studium weiter und belegte auch das Fach Musik am Sarah Lawrence College in New York und studierte dort unter anderem klassischen deutschen Liedgesang. Onos erste eigene Kompositionen entstanden ab etwa 1955.
Ono war von 1956 bis 1963 mit dem japanischen Komponisten Toshi Ichiyanagi (1933–2022) verheiratet.

## Künstlerische Arbeit

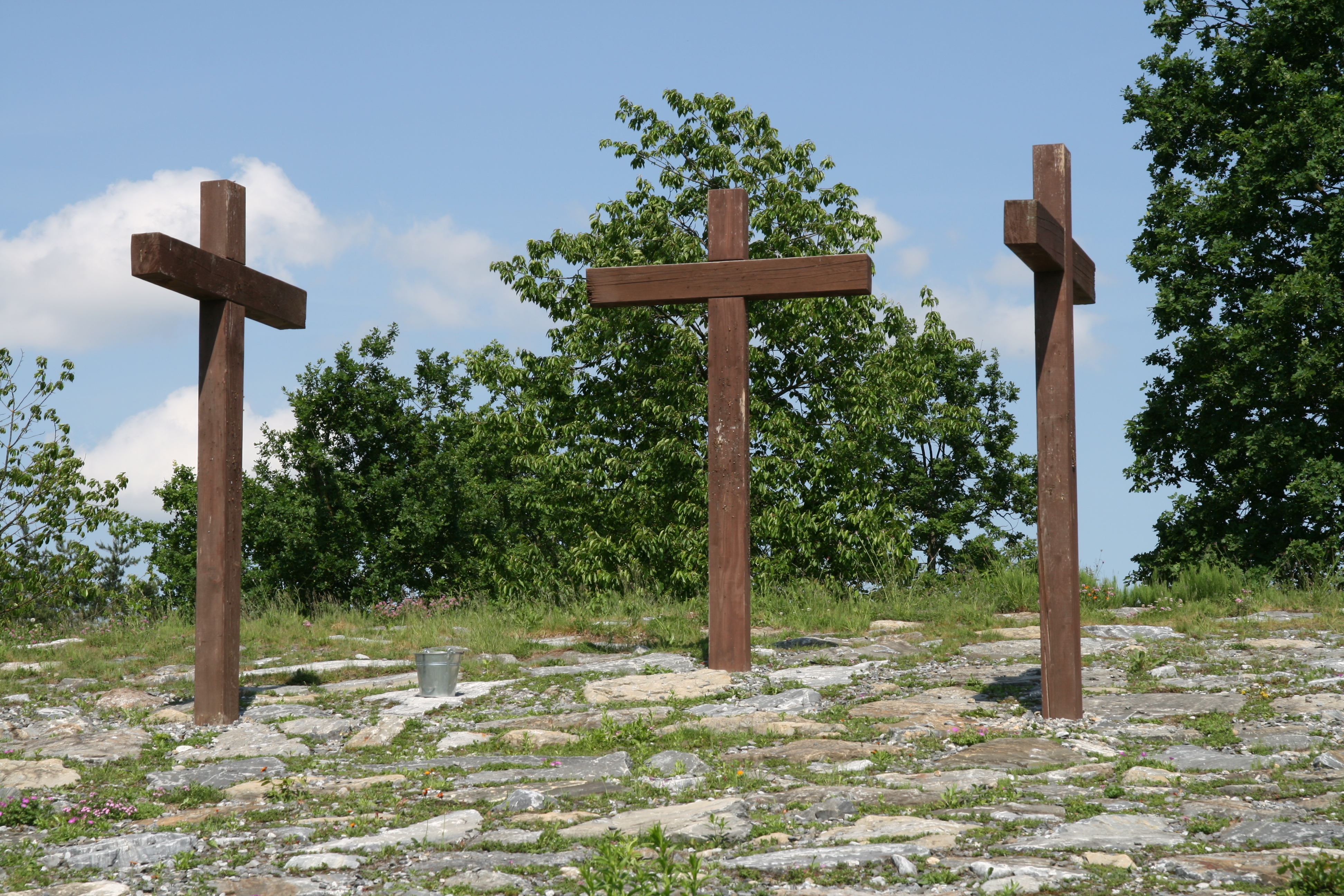
Painting to Hammer a Nail in (2005) im Österreichischen Skulpturenpark

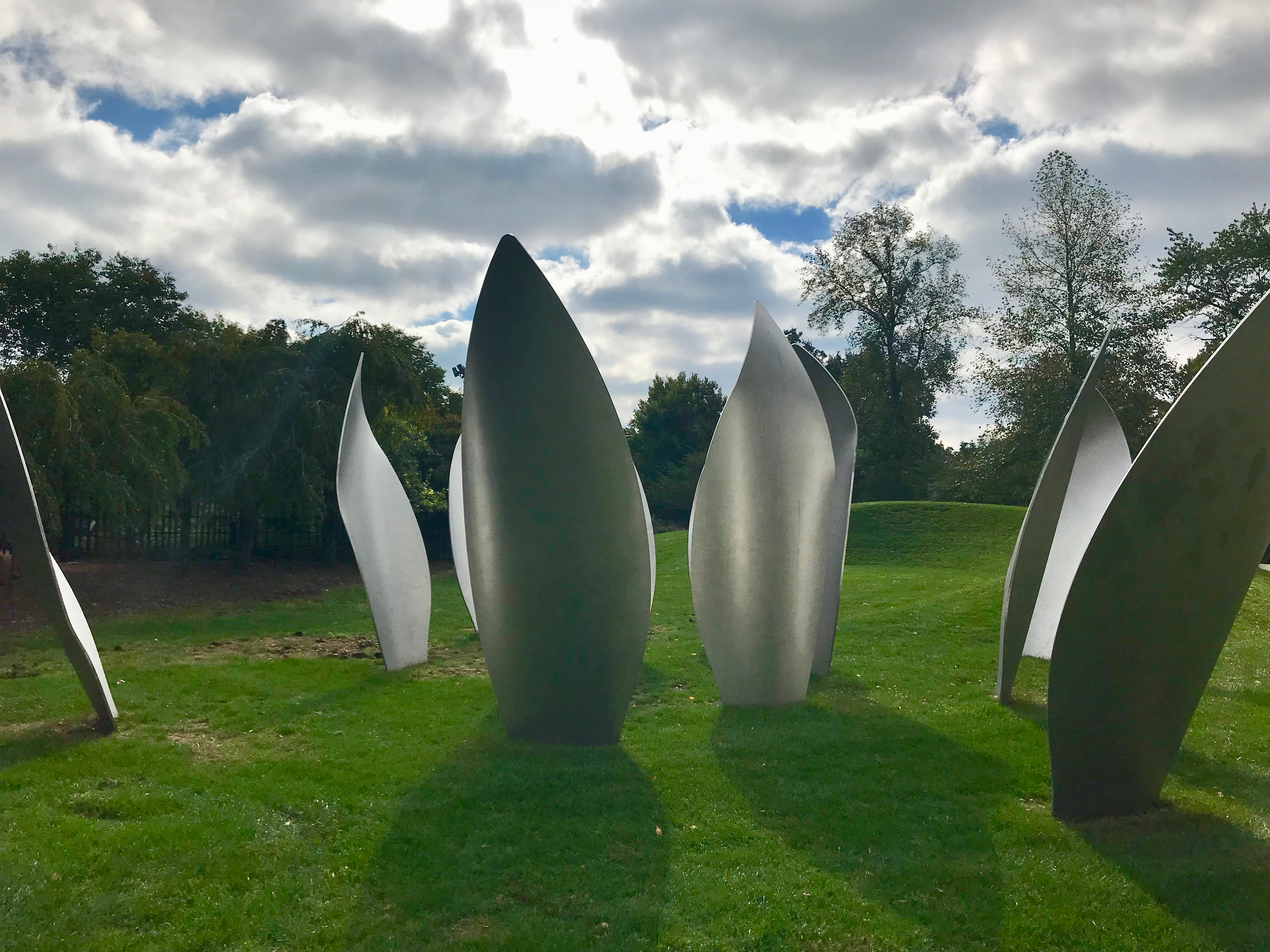
Skylanding – Jackson Park, Chicago

Yoko Ono brach ihr Studium ab und siedelte mit ihrem Ehemann nach New York City über, wo das gemeinsam bewohnte Loft zum Treffpunkt und zur Bühne für die avantgardistische Kunstszene der Metropole avancierte. Yoko Ono etablierte sich hier als Konzeptkünstlerin und gilt als eine Wegbereiterin der US-amerikanischen Fluxus-Bewegung. 1962 kam es zur Trennung von Ichiyanagi und Ono kehrte für zwei Jahre nach Japan zurück, um in Tokio Solo-Ausstellungen und Performances zu bestreiten. Noch im selben Jahr heiratete sie den US-amerikanischen Filmproduzenten Anthony Cox (* 1936), der Ono finanziell und künstlerisch unterstützte. Am 8. August 1963 kam die gemeinsame Tochter Kyoko Chan Cox zur Welt. 1964 zog Ono zurück nach New York.
Zu ihren markantesten genreübergreifenden Konzeptarbeiten der 1960er Jahre zählen „Wall piece for orchestra“ (Yoko Ono schlug zu Musikbegleitung kontinuierlich ihren Kopf auf den Bühnenboden, 1962) und „Cut Piece“ (Das Publikum durfte nach eigenem Ermessen mit Scheren Onos Kleidung abschneiden, 1964 in Tokio und 1965 in der Carnegie Hall, New York, 1966 auf der 4th Annual Avant-Garde Festival, New York).
Yoko Ono war Teilnehmerin der Documenta 5 in Kassel im Jahr 1972 in der Abteilung Individuelle Mythologien und war auch auf der Documenta 8 (1987) als Künstlerin vertreten. Im Jahr 2000 hat Yoko Ono im Museo Vostell Malpartida des deutschen Fluxus-Künstlers Wolf Vostell die Skulptur Tajo in einem Happening installiert. Bereits vor dem Happening war ein Bild von Yoko Ono in der Fluxus-Sammlung des italienischen Fluxus-Sammlers Gino di Maggio in dem Museum permanent ausgestellt.

## Ono und Lennon

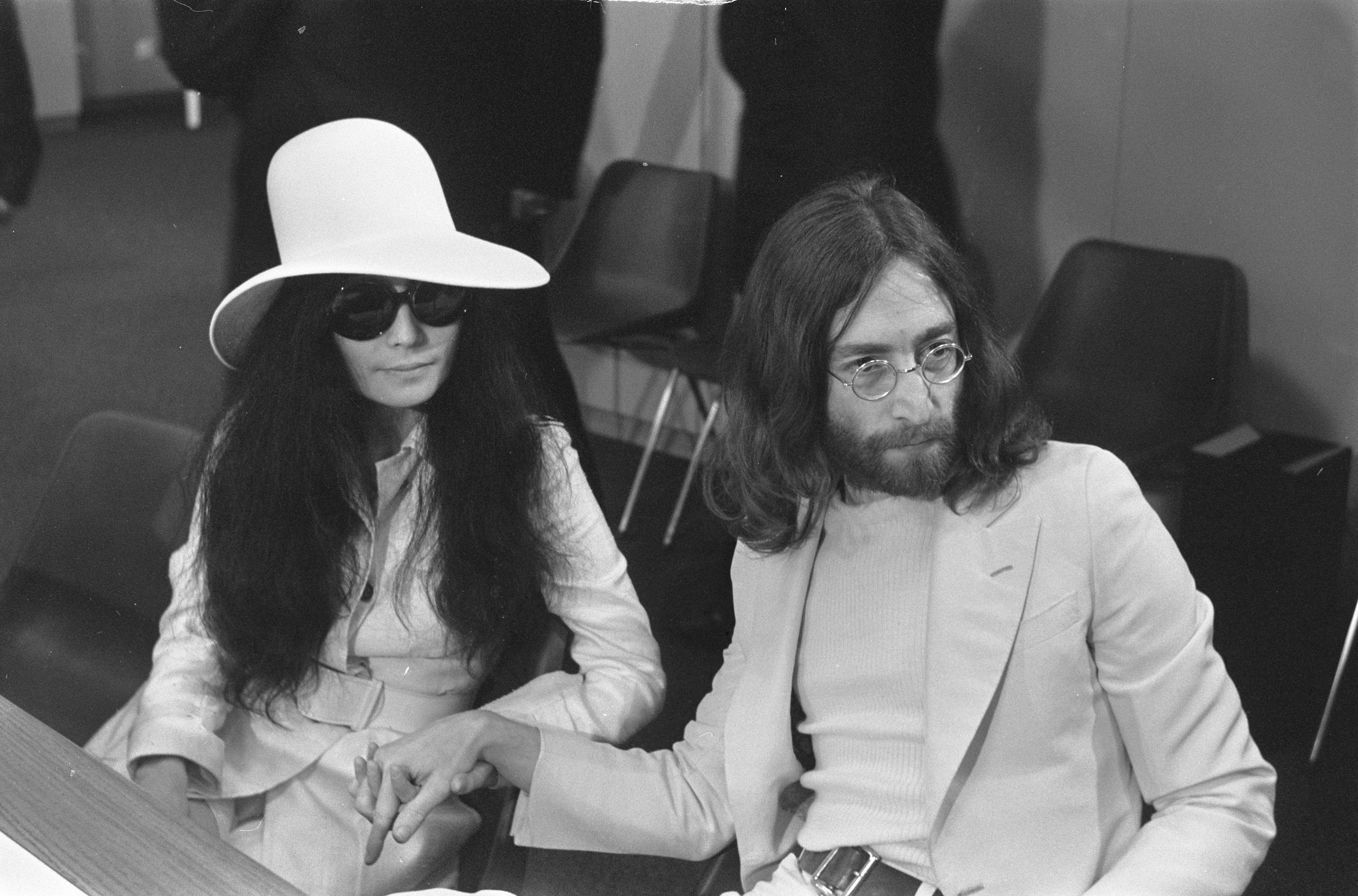
Yoko Ono und John Lennon, 31. März 1969

Um 1965 war Yoko Ono in London, wo sie, bevor sie John Lennon kennenlernte, Paul McCartney nach handschriftlichem Material zum Geburtstag von John Cage fragte. 1966 erhielt die Künstlerin einen Ruf nach London. Dort sollte sie im Rahmen des „Destruction in Arts Symposium“ ihr „Cut Piece“ aufführen. Der Aufführung folgte die Einladung zu einer eigenen Ausstellung in der Londoner Indica Gallery, bei einer Vorbesichtigung war auch John Lennon am 9. November 1966 zu Gast. Ihrem ersten Aufeinandertreffen folgten weitere Kontakte, bis sie dann im Mai 1968 eine Affäre begannen. Sowohl Ono als auch Lennon strebten umgehend eine rasche Scheidung von ihren bisherigen Partnern an. Die Scheidung von Anthony Cox dauerte bis Ende Januar 1969. Yoko Ono bekam das Sorgerecht für Tochter Kyoko zugesprochen und konnte am 20. März 1969 in Gibraltar die Ehe mit John Lennon eingehen.

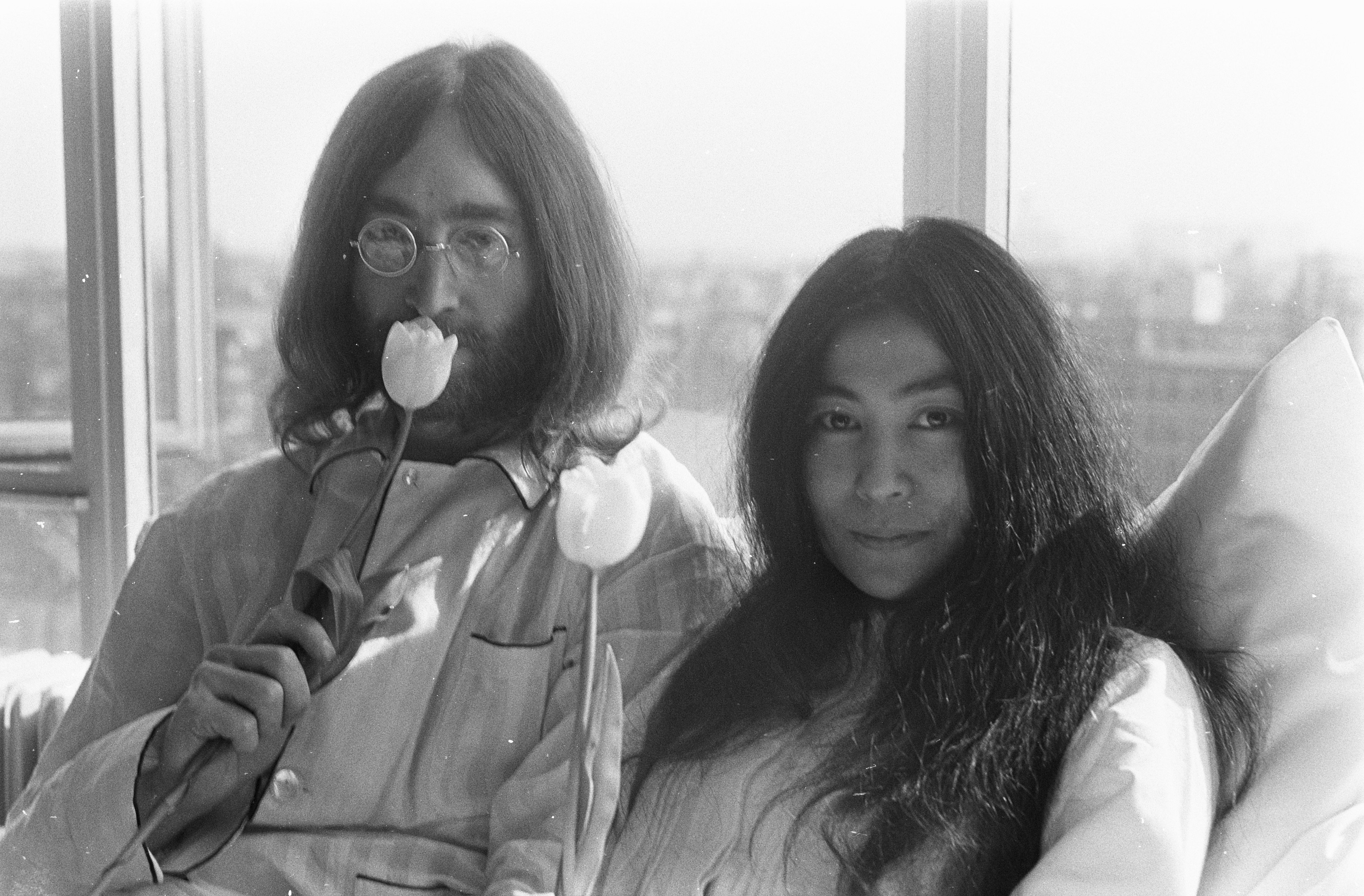
John Lennon und Yoko Ono im Amsterdamer Hilton-Hotel während ihres „Bed-In“, 1969

In rascher Folge entstanden drei Avantgarde-Alben mit John Lennon: Unfinished Music No.1: Two Virgins (November 1968), Unfinished Music No. 2: Life with the Lions (Mai 1969) und Wedding Album (November 1969). Das erste gemeinsame Werk des Paars Unfinished Music No.1: Two Virgins erregte viel Aufsehen, allerdings weniger wegen der avantgardistischen Klangcollagen, sondern aufgrund des Covers – es zeigte John Lennon und Yoko Ono nackt. Onos künstlerischer Einfluss schlug sich auch schon auf das Weiße Album der Beatles nieder. So findet sich dort die experimentelle Klangcollage Revolution 9.
Das Paar verband nun Privatleben mit Aktionskunst. Noch in den Flitterwochen präsentierten sie sich während einer Pressekonferenz im Hilton-Hotel in der Apollobuurt in Amsterdam mit Pyjamas im Bett und deklarierten das Happening als Bed-In für den Weltfrieden. Bei einem weiteren Bed-In im Queen-Elizabeth-Hotel in Montreal im Mai 1969 nahmen sie die Single Give Peace a Chance auf. Die Umstände der Heirat auf Gibraltar und der anschließenden Bed-Ins beschreibt John Lennon in dem Beatles-Lied The Ballad of John and Yoko.

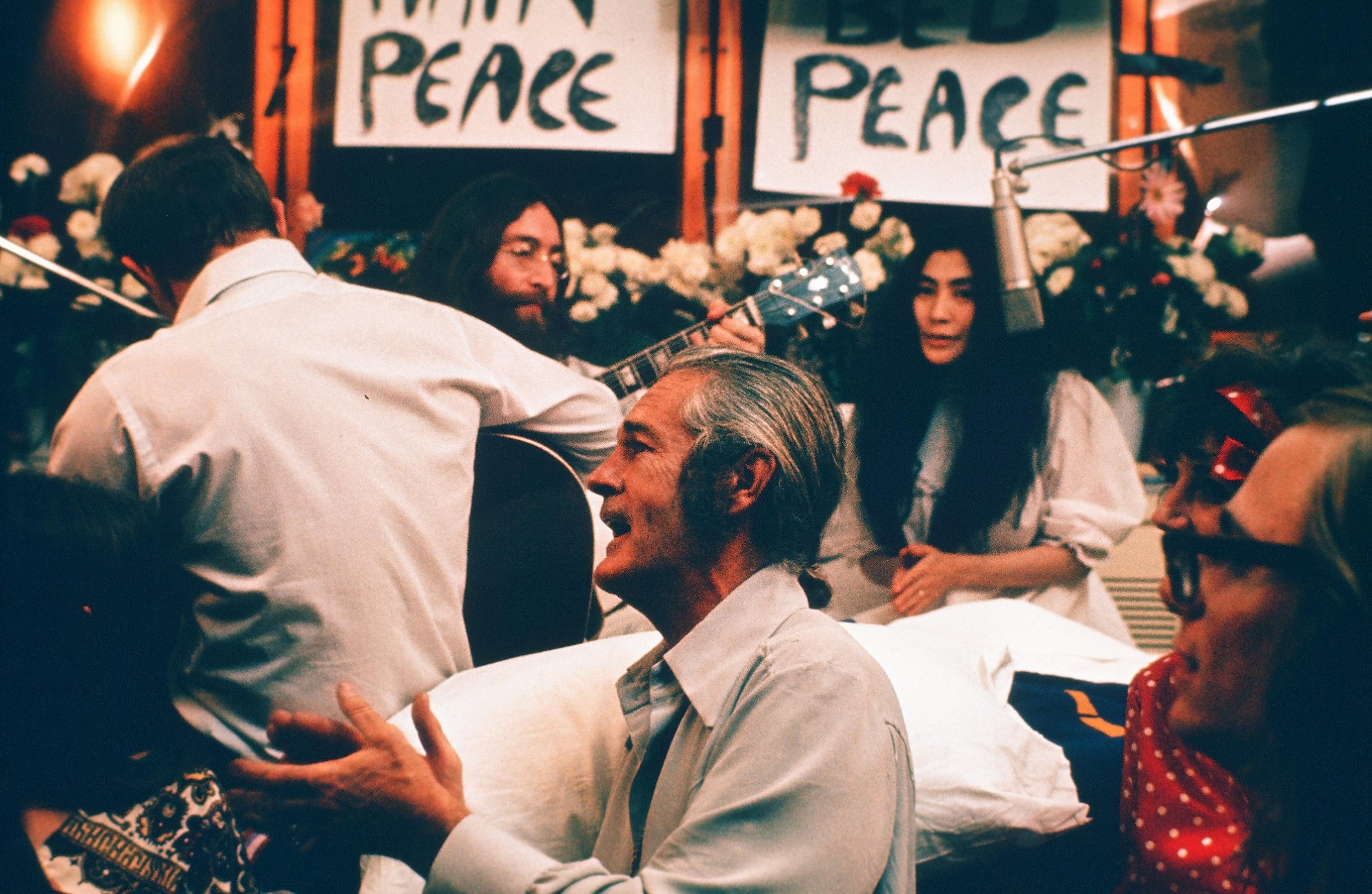
Aufnahme von Give Peace A Chance mit John Lennon und Yoko Ono, im Vordergrund Timothy Leary

Ab März 1969 waren John Lennon und Yoko Ono auch gemeinsam auf Bühnen zu sehen. Sie formierten die Plastic Ono Band, der zeitweilig auch Eric Clapton und Klaus Voormann angehörten. Das gemeinsame Livealbum Live Peace in Toronto 1969 erschien im Dezember 1969. Onos Bagism-Konzept, bei dem die Akteure in Laken oder Säcken verhüllt sind, kam dabei auf der Bühne zum Einsatz. Musikalisch wurde eine Mischung aus Rockmusik und experimentellen Klängen geboten, wobei Yoko Onos markanter Gesang sehr prägend war. Im Dezember 1969 organisierten Lennon und Ono die Plakat- und Posterkampagne War Is Over, um für den Frieden zu werben. Die von John Kosh gestalteten Plakate waren in mehreren Großstädten weltweit zu sehen, unter anderem in New York, Los Angeles, Toronto, Tokio, Rom und Berlin. Die Aufschrift lautete: „WAR IS OVER! IF YOU WANT IT Happy Christmas from John & Yoko“.

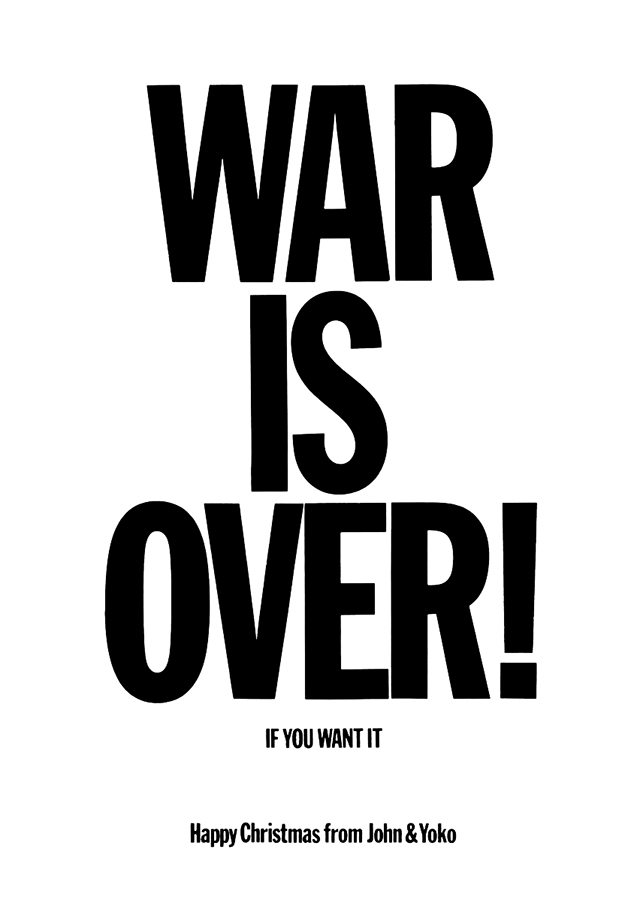
Poster der Friedenskampagne aus dem Jahr 1969

Die freie und bisweilen atonale Musik verschreckte viele Beatles-Fans, welche die 1970 erfolgte Trennung der Beatles teils auf Lennons Hinwendung zu anderen musikalischen Formen, teils auf den Einfluss von Yoko Ono zurückführten. Die Boulevardpresse trug ihren Teil dazu bei, indem sie sich häufig auf die Seite von Lennons früherer Ehefrau Cynthia Lennon schlug und die Kritik an Ono förderte. In einem Interview vom 29. Oktober 2012 äußerte Paul McCartney, Yoko Ono trage keine Schuld an der Trennung der Beatles.
Ab April 1970 unterzogen sich Yoko Ono und John Lennon in London für vier Wochen der Primärtherapie bei Arthur Janov. Es folgten vier weitere Monate in Los Angeles in Kalifornien; das Album Yoko Ono/Plastic Ono Band (Dezember 1970) wurde von dieser Therapie beeinflusst. Ende 1971 folgte das Doppelalbum Fly, es enthält eine Mischung unterschiedlichster Kompositionen, konventionelle Rocksongs ebenso wie experimentelle Kompositionen. Ono beteiligte sich weiter an zahlreichen Fluxus-Projekten, meist gemeinsam mit Lennon. 1971 gab es die Ausstellung This Is Not Here im Everson Museum in New York. Im selben Jahr entführte Anthony Cox die gemeinsame Tochter Kyoko, die bis zum Jahr 1998 verschwunden blieb.
Im September 1971 verließen John Lennon und Yoko Ono Großbritannien, flogen nach New York und checkten im St Regis Hotel ein, von wo aus sie mehrere künstlerische Projekte begannen. Bis zum November 1971 erfolgte ein Umzug nach Greenwich Village in die 105 Bank Street. Als erstes musikalisches Projekt nahmen sie im Oktober 1971 die Weihnachtssingle Happy Xmas (War Is Over) auf. Yoko Ono und John Lennon sahen sich in den USA mit verschiedenen politischen Problemen konfrontiert. Das hatte zur Folge, dass sich das Paar intensiv damit auseinandersetzte und diese Einflüsse in ihren Texten verarbeitete; schließlich wurde das gemeinsame Album Some Time in New York City (Juni 1972) aufgenommen, das im Wesentlichen aus politischen Äußerungen des Paares besteht. Das Album Approximately Infinite Universe – Anfang 1973 veröffentlicht –, markiert im Vergleich zu Onos ersten beiden Studioalben musikalisch eine vorläufige Abkehr von der Avantgarde weg und hin zu melodiöser Rock- und Popmusik. Auch die Texte sind deutlich komplexer und beinhalten hauptsächlich feministische Themen, was sie musikalisch erstmals mit dem Lied Sisters, O Sisters auf dem Album Some Time in New York City begonnen hatte.

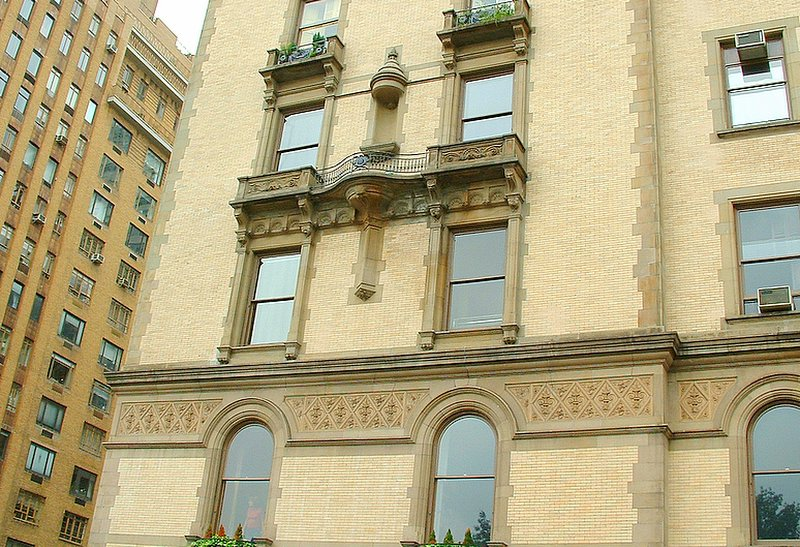
John Lennons Apartment im Dakota-Gebäude in New York

Im Februar des Jahres 1973 begann der Umzug von John Lennon und Yoko Ono in ein Appartement des Dakota-Buildings, West 72nd Street am Central Park in New York, obwohl zu diesem Zeitpunkt die Probleme mit der angedrohten Ausweisung von John Lennon aus den USA rechtlich noch nicht geklärt waren, während Yoko Ono am 23. März 1973 eine dauernde Aufenthaltsgenehmigung für die USA erhielt. Im Frühsommer 1973 produzierte Yoko Ono, erstmals allein, ihr Album Feeling the Space (November 1973), das ebenfalls feministische Themen beinhaltet.
Vom Sommer 1973 bis Anfang Februar 1975 trennte sie sich vorübergehend von Lennon, in dieser Zeit hatte Yoko Ono Konzertauftritte in New York und unternahm im August 1974 eine Tournee in Japan. Das weitere im Jahr 1974 aufgenommene Album A Story wurde erst 1997 veröffentlicht.
Ende Januar/Anfang Februar 1975 zog John Lennon wieder mit Yoko Ono in das Apartment im Dakota-Building zusammen. Am 9. Oktober 1975 wurde der gemeinsame Sohn von Yoko Ono und John Lennon, Sean Taro Ono Lennon, in New York geboren. Nach Ansicht von Beobachtern dämpfte das Kind die künstlerische Kreativität der Eheleute. Während Lennon sich vorwiegend um den Haushalt kümmerte, übernahm Ono Lennons Management, das mangels neuer Veröffentlichungen überwiegend die Rechte an alten Liedern verwaltete. Das Paar gab am 4. Oktober 1977 im Hotel Okura in Tokio ein Interview, in dem es erklärte, dass ihre augenblicklichen Prioritäten im Familienleben und in der Erziehung ihres Kindes lägen und sie sich deshalb bis zum fünften Lebensjahr ihres Sohnes Sean aus dem Musikgeschäft zurückziehen würden.

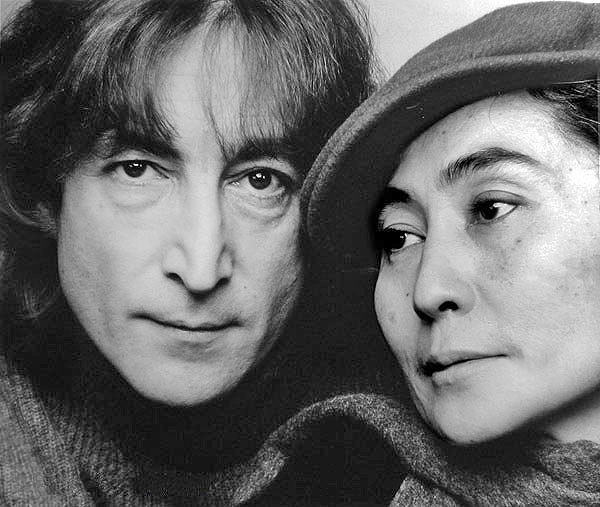
John Lennon und Yoko Ono, porträtiert von Jack Mitchell (1980)

Nach dieser fünfjährigen Auszeit begannen Yoko Ono und John Lennon gemeinsam am Album Double Fantasy zu arbeiten, das im November 1980 veröffentlicht wurde. Die Ermordung John Lennons am 8. Dezember 1980 beendete das Comeback des Paares jedoch abrupt. John Lennon und Yoko Ono waren vor dem 8. Dezember 1980 in einer neuen Schaffensphase und hatten mehrere künstlerische Ideen. So planten sie nach Fertigstellung des nächsten Albums Milk and Honey, das dann aber erst im Jahr 1983 von Yoko Ono vollendet wurde, erstmals auf Tournee zu gehen.
Nach Lennons Tod wurde die Pflege seiner Werke zu einer ihrer wichtigsten Aufgaben. Ono veröffentlichte zum Beispiel mehrere Alben ihres verstorbenen Mannes.

## Nach 1980
Während der Vermarktungsphase des Albums Double Fantasy erschien im Februar 1981 die Single Walking on Thin Ice, die der größte kommerzielle Erfolg für Yoko Ono wurde (USA: Platz 58, Großbritannien: Platz 35). Im April 1981 begab sie sich wieder in ein Aufnahmestudio und veröffentlichte im Juni ihr bisher kommerziell erfolgreichstes Album Season of Glass. Das Album enthält mehrere Anspielungen auf den Tod von John Lennon, die Kontroversen auslösten, so ist auf dem Cover neben einem Glas Wasser die blutverschmierte Brille von John Lennon zu sehen, die er an seinem Todestag trug. Die Lieder Goodbye Sadness, I Don’t Know Why und No, No, No nehmen Bezug auf den Tod von John Lennon. No, No, No beginnt mit vier Schüssen, weiterhin führt Yoko Ono auf dem Album ein fiktives Telefonat mit John Lennon. I Don’t Know Why wurde einen Tag nach dem Tod von John Lennon komponiert. Es folgten die Alben It’s Alright (I See Rainbows) (Dezember 1982) und Starpeace (November 1985) sowie eine kommerziell enttäuschende Tournee im Jahr 1986. Yoko Ono zog sich musikalisch abermals längere Zeit aus der Öffentlichkeit zurück. Vor ihrem vorerst letzten Album Starpeace wurde im Jahr 1984 die Tribut-LP Every Man Has a Woman veröffentlicht. Sie enthält neben der von John Lennon gesungenen Yoko-Ono-Komposition Every Man Has a Woman Who Loves Him Ono-Lieder interpretiert von Künstlern wie Harry Nilsson, Roberta Flack und Elvis Costello. Ursprünglich hatte John Lennon geplant, für seine Frau zum 50. Geburtstag ein Tributealbum zu produzieren. Ebenfalls im Jahr 1984 wurde eine Dokumentation mit dem Titel Yoko Ono: Then & Now veröffentlicht, sie zeigt das Leben von Yoko Ono vor und nach Lennons Tod auf, Regisseurin war Barbara Graustark. Im Jahr 1990 erschien in Japan eine Kompilations-CD-EP mit dem Titel Happy Birthday, John, auf der sich drei Versionen des John-Lennon-Liedes Love ’90, von Yoko Ono gesungen, befinden. Im Jahr 1992 wurden zwei Kompilationsalben veröffentlicht, einmal die sechs CDs umfassende Werkschau Onobox (Januar 1992) sowie das Best-of-Album Walking on Thin Ice – Compilation (März 1992). Erst fünf Jahre später, im Jahr 1997, wurden auch die einzelnen Alben von Yoko Ono, die ursprünglich zwischen 1968 und 1985 veröffentlicht wurden, auf CD von Rykodisc Records veröffentlicht.
Im Jahr 1994 wurde das Musical New York Rock (Mai 2015) produziert, das Yoko-Ono-Lieder beinhaltet. Im Januar 1995 nahm Yoko Ono anlässlich des 50. Jahrestages des Atombombenabwurfs auf Hiroshima mit Sean Lennon, Paul und Linda McCartney und deren vier Kindern das Lied Hiroshima Sky Is Always Blue auf, das im japanischen Radio ausgestrahlt wurde und nur auf Bootlegs erhältlich ist.

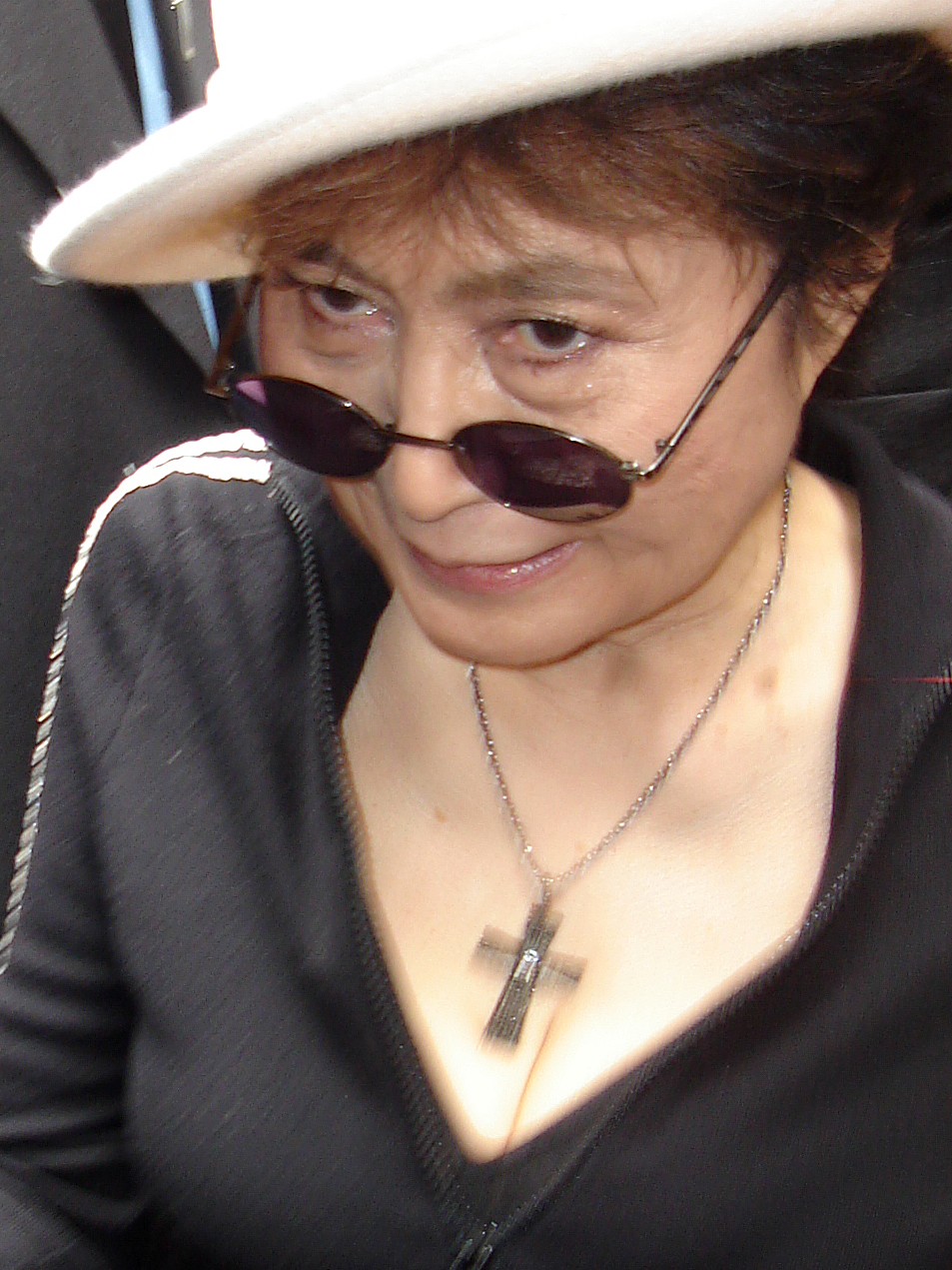
Yoko Ono in São Paulo, Brasilien (November 2007)

Erst Ende 1995 veröffentlichte Yoko Ono das neue Studioalbum Rising, das mit ihrem Sohn Sean Lennon und zwei weiteren jungen Musikern aufgenommen worden ist. Im Jahr 1996 folgten Tourneen und das Album Rising Mixes (Juni 1996), das überwiegend Remixe des Albums Rising beinhaltet. Fünf Jahre später, Ende 2001 erschien Onos Album Blueprint for a Sunrise, das erneut feministische Texte beinhaltet. Im Jahr 2002 wurde ihr Stück Open Your Box aus dem Jahr 1971 Gegenstand mehrerer Remixe bekannter DJs. Es folgten im Jahre 2003 Remixe ihres Stücks Walking on Thin Ice mit namhaften Musikern. Die CD schaffte es auf Platz 1 der Billboard-Dance-Charts (wie es einst John Lennon vorausgesagt hatte), ebenfalls auf Platz 1 schaffte es die später folgende Gay-Version von Every Man Has a (Wo-)man Who Loves Him. 2004 nahm Ono eine neue Version von Give Peace a Chance mit verändertem Text auf. Es folgten diverse Single-Veröffentlichungen mit Remixen, die in den kommenden Jahren teilweise auf Alben veröffentlicht wurden: Yes, I’m a Witch (Februar 2007), Open Your Box (April 2007), Onomix (September 2012), Onomix Unmixed (Oktober 2012) und Yes, I'm A Witch Too (Februar 2016). Bis zum Jahr 2015 hatte Yoko Ono unter der Interpretenbezeichnung ONO insgesamt elf Nummer-eins-Hits sowie fünf weitere Top-Ten-Hits in den Billboard-Dance-Charts.

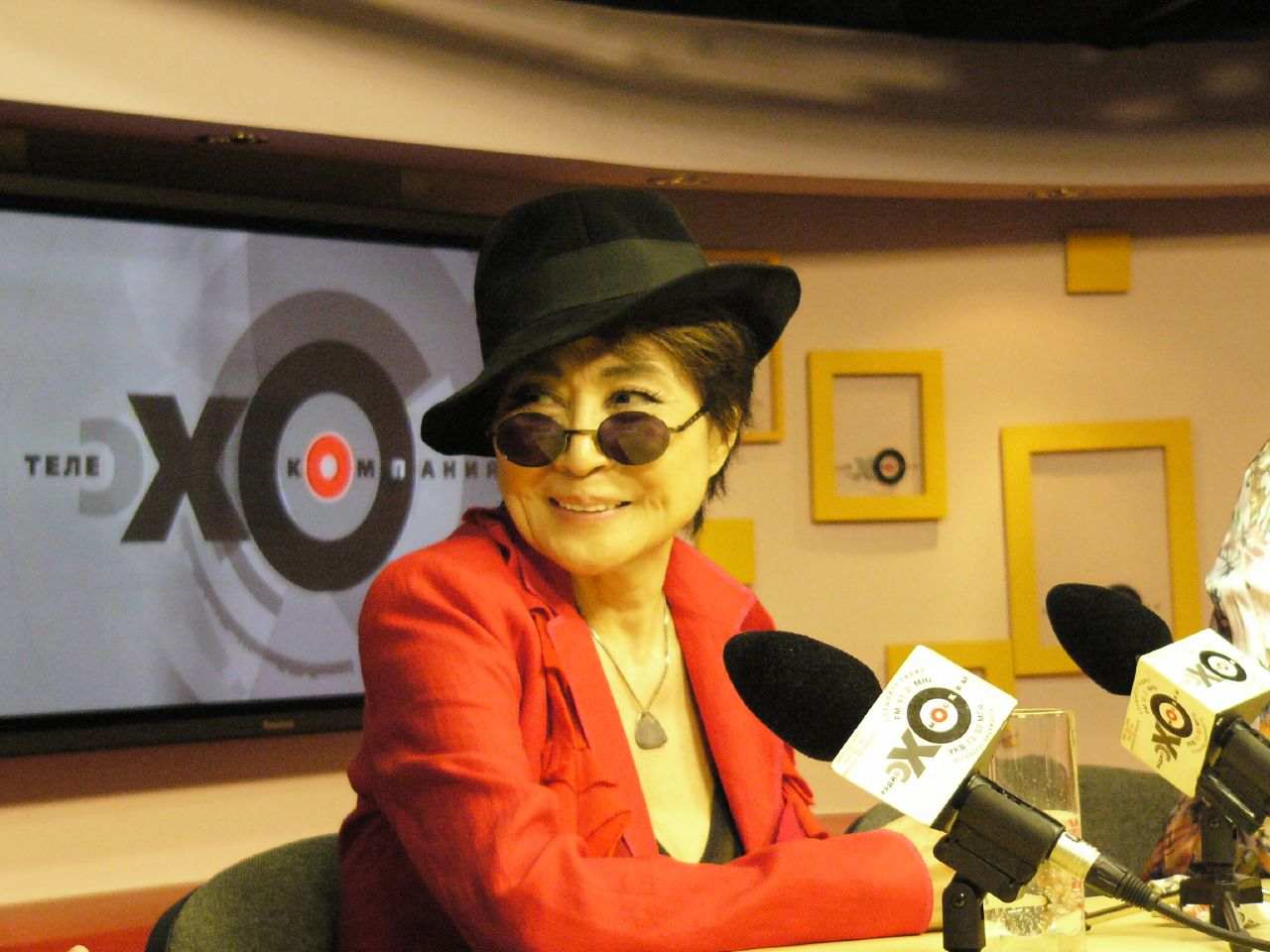
Yoko Ono 2007

Im September 2009 veröffentlichte Yoko Ono unter der Interpretenbezeichnung Yoko Ono/Plastic Ono Band das Album Between My Head and the Sky, von den originären Bandmitgliedern oder Studiomusikern der 1970er Jahre war außer Yoko Ono keiner bei der Neugründung der Plastic Ono Band dabei. Am 16. Februar 2010 trat allerdings die Plastic Ono Band in der Besetzung mit Eric Clapton, Klaus Voormann und Jim Keltner in der Brooklyn Academy of Music in New York auf, die beiden erst aufgeführten Musiker spielten beim Livealbum Live Peace in Toronto 1969 mit, während Jim Keltner bei mehreren Studioaufnahmen der 1970er von Yoko Ono und John Lennon als Schlagzeuger mitwirkte. Es folgte im September 2012 das experimentelle Album YOKOKIMTHURSTON mit Kim Gordon und Thurston Moore von Sonic Youth. Im September 2013 erschien das Album Take Me to the Land of Hell, das wiederum unter der Interpretenbezeichnung Yoko Ono/ Plastic Ono Band veröffentlicht wurde. Zwischen den Jahren 2011 und 2015 veröffentlichte Yoko Ono eine Serie von Vinyl-Singles, die ihre musikalischen Studio- und Liveaufnahmen mit verschiedenen Künstlern wie Iggy Pop, RZA und den Flaming Lips dokumentieren. Im Jahr 2018, in dem Yoko Ono ihr 85. Lebensjahr vollendete, erschien im Oktober das Album Warzone.
An der im Jahr 2021 veröffentlichten Filmdokumentation The Beatles: Get Back war Ono zusammen mit Paul McCartney, Ringo Starr, Olivia Harrison und Peter Jackson und Weiteren als Produzentin beteiligt. 2022 wurde das Livealbum Let’s Have a Dream – 1974 One Step Festival veröffentlicht.

## Weitere Arbeit
In den späten 1980er Jahren erfolgten Neuinterpretationen früherer Konzeptkunst-Ideen, so in der Ausstellung The Bronze Age. 1990 folgte die Ausstellung In Facing in den Riverside Studios in London. 1997 zeigte das Museum of Modern Art in Oxford die Retrospektive Have You Seen the Horizon Lately?. Im Oktober 2002 zeigte die Japan Society Gallery die amerikanische Retrospektive von Onos Gesamtwerk unter dem Titel YES Yoko Ono in New York.

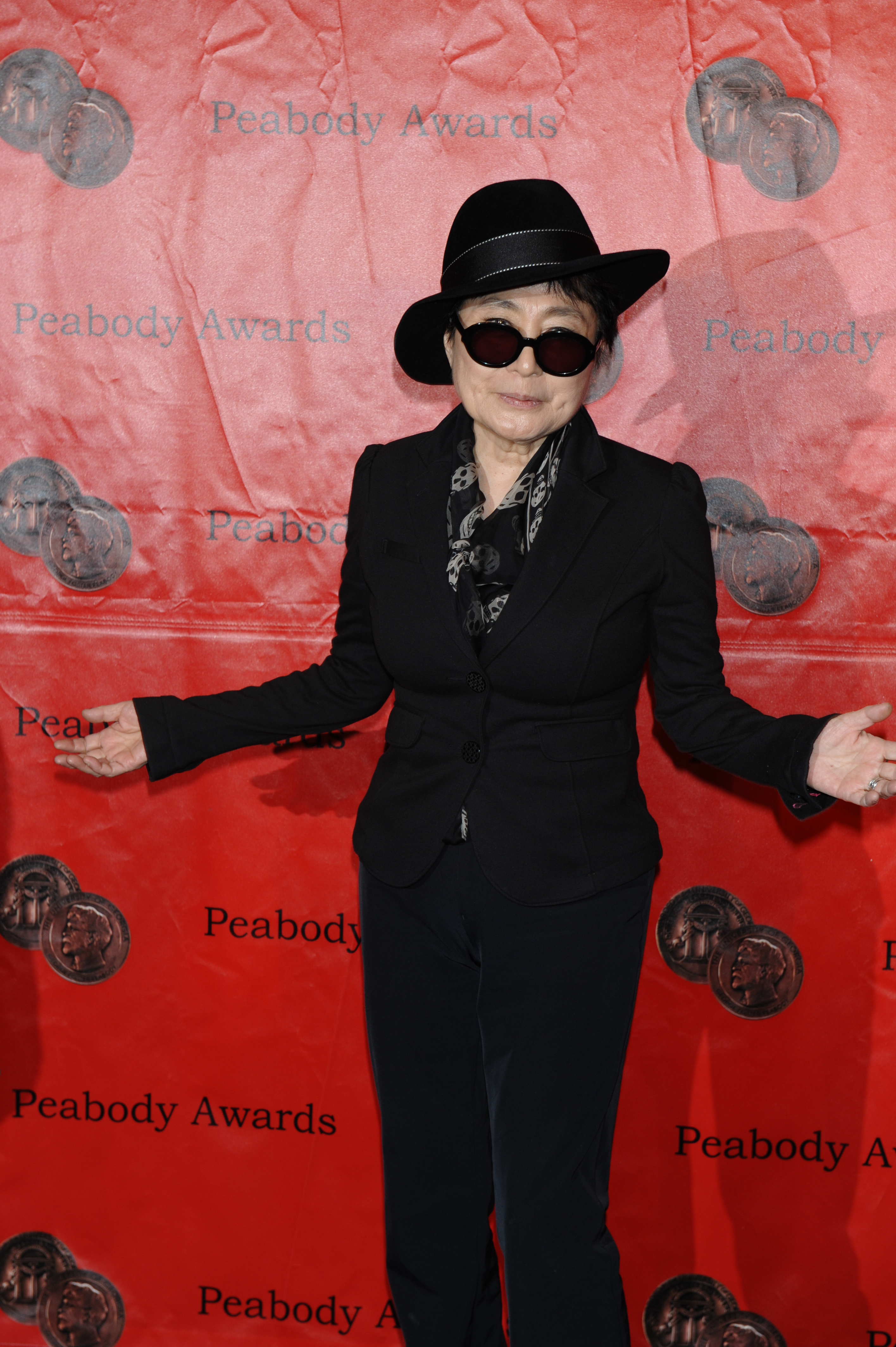
Yoko Ono 2011

Am 9. Oktober 2002 stiftete Yoko Ono den LennonOno Grant for Peace, einen Friedenspreis. 2003 kam es zur Neuaufführung des Cut Piece in Paris. Im Jahr 2004 nahm sie am internationalen Kunstfestival Liverpool Biennial teil.
Im August 2005 war Yoko Ono mit einer multimedialen Show Headliner auf dem Arthurfest in Los Angeles. Am 10. Februar 2006 wirkte sie bei der Eröffnungsfeier der Olympischen Winterspiele in Turin mit und verlas dort eine Friedensbotschaft vor der Weltöffentlichkeit. Ihr wenige Tage später stattfindendes Geburtstagskonzert (unter anderem mit Sean Lennon) in Paris am 18. Februar 2006 im Théâtre du Châtelet war ausverkauft, wie auch viele Auftritte zuvor in zahlreichen europäischen Städten.
Am 30. April 2006 gab sie anlässlich des Todes von Nam June Paik eine Performance im New Yorker Guggenheim-Museum. Im Juni 2006 folgte die Aufführung der Ballettmusik The Soundless Music of Yoko Ono in New York. Von Juni bis Juli 2006 gab es eine Soloausstellung in der M3-Galerie Gianluca Ranzi in Antwerpen. Im Herbst 2008 veranstaltete die Kunsthalle Bielefeld eine große Retrospektive von Onos konzeptuellen Arbeiten.
Neben Musik und Konzeptkunst macht Yoko Ono seit Beginn ihrer Karriere stets durch politische Aussagen auf sich aufmerksam. Sie bezieht Stellung zum Geschlechterverhältnis, engagiert sich für Weltfrieden und die Anerkennung gleichgeschlechtlicher Partnerschaften. Im US-amerikanischen Wahlkampf 2004 beteiligte sie sich an Kampagnen gegen George W. Bush und für die Mobilisierung oppositioneller Wähler. Im Jahr 2005 stellte sie der Menschenrechtsorganisation Amnesty International für das Projekt Make Some Noise die Nutzungsrechte aller Solotitel John Lennons zur Verfügung.

## Internationaler Tag der Pressefreiheit 2017
Am 3. Mai 2017 (Internationaler Tag der Pressefreiheit) erschien bei vielen deutschsprachigen Zeitungen ein handschriftlicher Beitrag von ihr zur Pressefreiheit auf den Titelseiten.
Auf der – bis auf den Titel der jeweiligen Zeitung – vollständig weiß gehaltenen Titelseite wird in originaler Schriftgröße zentriert lediglich folgender vierzeiliger Text in Kleinbuchstaben einer Handschrift wiedergegeben:
Als Fußzeilen stehen ihre Initialen y. o. ergänzt um das Datum may 3, 2017 (beides ebenfalls in Handschrift) und dem in einer serifenlosen Druckschrift wiedergegebene Text Yoko Ono für die Zeitungen in Deutschland.
Durch die ansonsten weitgehend weiß belassene Fläche (sie steht für die Pressezensur) bekam die auf unterschiedliche Personen bzw. Personengruppen bezogene vierfache Textaussage, übersetzt etwa mit „befreie dich – befreie mich – befreie uns – befreie sie“ das für die Titelseiten sonst reservierte inhaltliche Gewicht. Im redaktionellen Teil gingen die meisten Zeitungen auf weltweit bestehenden Probleme in der eingeschränkten Pressefreiheit von Journalisten und Lesenden ein.

## Privates

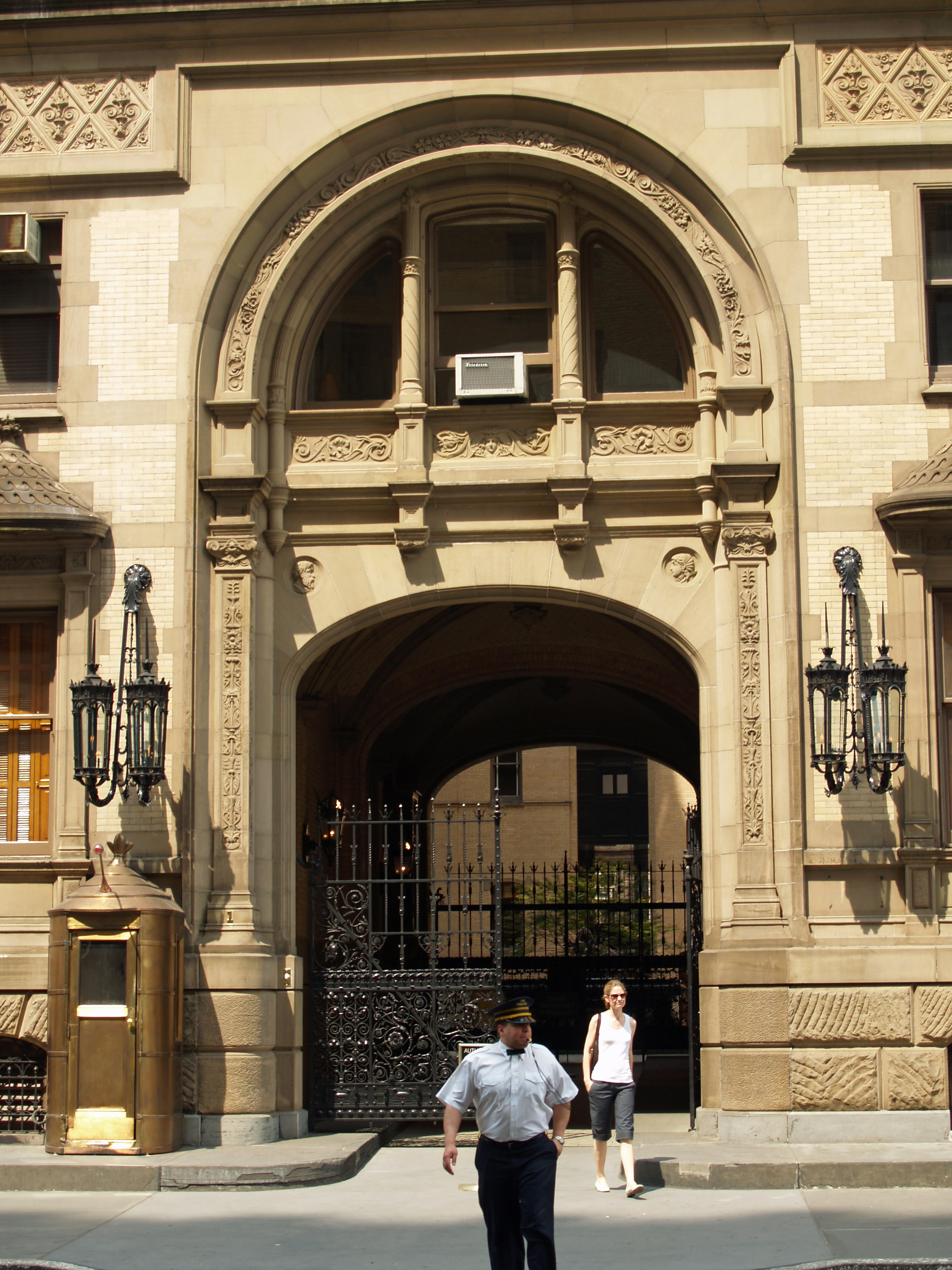
Vor dem Eingang zum Dakota Building wurde Lennon 1980 ermordet

Bis Anfang 2023 lebte Yoko Ono 50 Jahre lang in einer 9-Zimmer-Wohnung im sechsten Stock des Dakota Building in New York City und zog auf die 240 Hektar große Farm in Franklin, Upstate New York, die sie 1978 gemeinsam mit Lennon für 178.000 US-$ erworben hatte.
Am 8. Dezember 1980 wurde John Lennon vor dem Hauseingang von dem geistig verwirrten Mark David Chapman erschossen. Nachdem dieser seine zwanzigjährige Mindesthaftstrafe verbüßt hatte, hat Ono seit 2000 regelmäßig die Verantwortlichen aufgefordert, Lennons Mörder niemals zu entlassen, weil sie sich selbst gefährdet fühle, der Täter kein normales Leben verdient habe und da Gewalt Gewalt erzeuge („violence begets violence“). Seit 2000 stellt Chapman, wie es das Gesetz des States New York zulässt, alle zwei Jahre ein Gesuch („parole hearing“) auf Freilassung auf Bewährung. Im August 2022 wurde es zum zwölften Mal auf Betreiben Onos abgelehnt.

## Referenzen auf Ono
Yoko Ono ist eine – oft kritisch beäugte – Ikone der Popgeschichte geworden, die von zahlreichen Bands thematisiert oder zitiert wird. Die Ärzte benannten ein Lied Yoko Ono, Rocko Schamoni textete „Ich glaube nicht, dass ich mit Yoko Ono zusammenleben könnte“. Die Punkband …But Alive spielte das Stück Ich werde sie Yoko Ono nennen. Die Hamburger Gruppe Tomte sang das Lennon-Stück Oh Yoko, um die Aktion „Make Some Noise“ von Amnesty International zu unterstützen. Tosca veröffentlichte 2003 das Lied Me & Yoko Ono. Wenig schmeichelhaft setzt Mark Forster 2017 in einer Textzeile seines Stücks Kogong den Fokus auf Yoko Ono. Die Barenaked Ladies veröffentlichten 1992 das Lied Be My Yoko Ono auf ihrem Debütalbum Gordon. Ferner erschienen Coverversionen ihrer Lieder von Interpreten wie Elvis Costello, Roberta Flack, Harry Nilsson, Trio, Rosanne Cash, Eddie Money, Cranes und anderen. In der Zeichentrickserie Die Simpsons tritt in der Episode Homer und die Sangesbrüder (Staffel 5, Folge 1, Jahr: 1994) eine japanische existentialistische Frau an der Seite eines Barbershop-Gesangsensembles auf als offenkundige Parodie auf Yoko Ono. Im Dezember 2021 veröffentlichte die deutsche Hard-Rock-Band Kissin’ Dynamite den Song Yoko Ono mit dazugehörigem Videoclip. In Bezug auf den Song erklärte die Gruppe: „Wir alle kennen ja Yoko Ono und ihre zweischneidige Geschichte. In unserem Song geht es um genau solche Leute wie Yoko Ono, die dich zuerst wie eine Spinne in ihrem Netz fangen, um dich dann zu benutzen und zu quälen.“

## Rechtsstreitigkeiten
Yoko Ono reagiert sehr nachdrücklich auf Versuche, bei Markenbezeichnungen oder Namen ihren oder den Namen John Lennons anklingen zu lassen: So ließ sie einem polnischen Getränkehersteller gerichtlich verbieten, eine Limonade unter dem Label John Lemon zu vertreiben; eine Hamburger Bar musste ihren Namen Yoko Mono aufgeben.

## Diskografie

### Studioalben
| Jahr | Titel                           | Höchstplatzierung, Gesamtwochen, AuszeichnungChartplatzierungen (Jahr, Titel, Platzierungen, Wochen, Auszeichnungen, Anmerkungen) | Höchstplatzierung, Gesamtwochen, AuszeichnungChartplatzierungen (Jahr, Titel, Platzierungen, Wochen, Auszeichnungen, Anmerkungen) | Anmerkungen                                                   |
| Jahr | Titel                           | UK | US | Anmerkungen                                                   |
| ---- | ------------------------------- | --- | --- | ------------------------------------------------------------- |
| 1970 | Yoko Ono/Plastic Ono Band       | — | US182 (3 Wo.)US | Erstveröffentlichung: 11. Dezember 1970 mit Plastic Ono Band  |
| 1971 | Fly                             | — | US199 (2 Wo.)US | Erstveröffentlichung: 20. September 1971 mit Plastic Ono Band |
| 1973 | Approximately Infinite Universe | — | US193 (4 Wo.)US | Erstveröffentlichung: 8. Januar 1973 mit Plastic Ono Band     |
| 1981 | Season of Glass                 | UK47 (2 Wo.)UK | US49 (9 Wo.)US | Erstveröffentlichung: 8. Juni 1981                            |
| 1982 | It’s Alright (I See Rainbows)   | — | US98 (13 Wo.)US | Erstveröffentlichung: 29. November 1982                       |

### Zusammenarbeiten mit John Lennon
| Jahr | Titel                                       | Höchstplatzierung, Gesamtwochen, AuszeichnungChartplatzierungen (Jahr, Titel, Platzierungen, Wochen, Auszeichnungen, Anmerkungen) | Höchstplatzierung, Gesamtwochen, AuszeichnungChartplatzierungen (Jahr, Titel, Platzierungen, Wochen, Auszeichnungen, Anmerkungen) | Höchstplatzierung, Gesamtwochen, AuszeichnungChartplatzierungen (Jahr, Titel, Platzierungen, Wochen, Auszeichnungen, Anmerkungen) | Höchstplatzierung, Gesamtwochen, AuszeichnungChartplatzierungen (Jahr, Titel, Platzierungen, Wochen, Auszeichnungen, Anmerkungen) | Höchstplatzierung, Gesamtwochen, AuszeichnungChartplatzierungen (Jahr, Titel, Platzierungen, Wochen, Auszeichnungen, Anmerkungen) | Anmerkungen                             |
| Jahr | Titel                                       | DE | AT | CH | UK | US | Anmerkungen                             |
| ---- | ------------------------------------------- | --- | --- | --- | --- | --- | --------------------------------------- |
| 1968 | Unfinished Music No.1: Two Virgins          | — | — | — | — | US124 (8 Wo.)US | Erstveröffentlichung: 11. November 1968 |
| 1969 | Unfinished Music No. 2: Life with the Lions | — | — | — | — | US174 (8 Wo.)US | Erstveröffentlichung: 9. Mai 1969       |
| 1969 | Wedding Album                               | — | — | — | — | US178 (3 Wo.)US | Erstveröffentlichung: 20. Oktober 1969  |
| 1969 | Live Peace in Toronto 1969                  | — | — | — | — | US10 (32 Wo.)US | Erstveröffentlichung: 12. Dezember 1969 |
| 1972 | Some Time in New York City                  | — | — | — | UK11 (6 Wo.)UK | US48 (17 Wo.)US | Erstveröffentlichung: 12. Juni 1972     |
| 1980 | Double Fantasy                              | DE2 (44 Wo.)DE | AT1 (30 Wo.)AT | — | UK1 Platin · (37 Wo.)UK | US1 ×3Dreifachplatin · (77 Wo.)US                                                                                                 | Erstveröffentlichung: 17. November 1980 |
| 1983 | Heart Play – unfinished dialogue            | — | — | — | — | US94 (12 Wo.)US | Erstveröffentlichung: 16. Dezember 1983 |
| 1984 | Milk and Honey                              | DE20 (7 Wo.)DE | AT12 (4 Wo.)AT | CH15 (4 Wo.)CH | UK3 Gold · (13 Wo.)UK | US11 Gold · (19 Wo.)US | Erstveröffentlichung: 9. Januar 1984    |

grau schraffiert: keine Chartdaten aus diesem Jahr verfügbar

### Weitere Veröffentlichungen
- 1973: Feeling the Space (mit Plastic Ono Band)
- 1974: Welcome: The Many Sides of Yoko Ono (Promo-Kompilation, Japan)
- 1974: A Story (veröffentlicht 1997)
- 1984: Every Man Has a Woman (Tributealbum)
- 1985: Starpeace
- 1990: John & Yoko: The Interview (mit John Lennon)
- 1992: Onobox (6-CD-Kompilation-Box)
- 1992: Walking on Thin Ice – Compilation (Kompilation)
- 1995: New York Rock (Musical mit Songs von Yoko Ono)
- 1995: Rising
- 1996: Rising Mixes
- 2001: Blueprint for a Sunrise
- 2007: Yes, I’m a Witch (Remixalbum)
- 2007: Open Your Box (Remixalbum)
- 2009: Between My Head and the Sky (mit Plastic Ono Band)
- 2009: Don’t Stop Me! (EP mit Plastic Ono Band)
- 2011: The Fear Litany / Do It! / Brain of Heaven / Atlas Eets Christmas (The Flaming Lips with Yoko Ono/The Plastic Ono Band EP)
- 2012: Onomix (Remix-Retrospektive) (nur als Promo-CD und Download)
- 2012: Onomix Unmixed (Remix-Retrospektive) (nur als Download)
- 2012: YOKOKIMTHURSTON (mit Kim Gordon & Thurston Moore)
- 2013: Take Me to the Land of Hell (mit Plastic Ono Band)
- 2016: Yes, I'm A Witch Too (Remixalbum)
- 2018: Warzone
- 2022: Let’s Have a Dream – 1974 One Step Festival (Livealbum mit Plastic Ono Super Band)
- 2022: Ocean Child: Songs of Yoko Ono (Tributealbum)

### Singles
- 1969: (Give Peace a Chance) / Remember Love
- 1969: (Cold Turkey) / Don’t Worry Kyoko (Mummy’s Only Looking for a Hand in the Snow)
- 1970: (Instant Karma!) / Who Has Seen the Wind
- 1970: (Mother) / Why
- 1970: (Power to the People) / Open Your Box
- 1970: (Power to the People) / Touch Me (USA)
- 1971: Mrs. Lennon / Midsummer New York
- 1971: (Happy Xmas (War Is Over)) / Listen the Snow Is Falling (UK: Gold)
- 1972: Mind Train / Listen the Snow Is Falling
- 1972: (Woman Is the Nigger of the World) / Sisters, O Sisters
- 1972: Now or Never / Move on Fast
- 1973: Death of Samantha / Yang Yang
- 1973: Women Power / Men Men Men (USA)
- 1973: Run Run Run / Men Men Men
- 1973: Josejoi Banzai (Part 1) / Josejoi Banzai (Part 2) (Japan)
- 1974: Yume O Motou (Let’s Have a Dream) / It Happened (Japan)
- 1980: (Just Like) Starting Over / Kiss Kiss Kiss
- 1981: (Woman) / Beautiful Boys
- 1981: Walking on Thin Ice / It Happened
- 1981: Walking on Thin Ice / It Happened / Hard Times Are Over (12″; USA)
- 1981: (Watching the Wheels) / Yes I’m Your Angel
- 1981: No, No, No (Single Version) / Will You Touch Me (USA)
- 1981: No, No, No / Will You Touch Me / She Get’s Down on Her Knees (12″; USA)
- 1981: Goodbye Sadness / I Don’t Know Why (Promo; USA)
- 1982: My Man / Let the Tears Dry
- 1983: Never Say Goodbye / Loneliness (USA)
- 1983: Never Say Goodbye (Remix) / Loneliness (Remix) (12″; USA)
- 1983: (Nobody Told Me) / O Sanity
- 1984: (Borrowed Time) / Your Hands
- 1984: (Borrowed Time) / Your Hands / Never Say Goodbye (12″; UK)
- 1984: (I’m Stepping Out) / Sleepless Night
- 1984: (I’m Stepping Out) / Sleepless Night / Loneliness (12″; UK)
- 1985: Hell in Paradise (Remix) / Hell in Paradise (Instrumental)
- 1985: Hell in Paradise (Club Remix) / Hell in Paradise (Dub Remix) / Hell In Paradise (Single Remix) (12″; USA)
- 1985: Cape Clear (Vocal Remix) / Cape Clear (Instrumental) / Walking On Thin Ice (Re-Edit) (12″; USA)
- 1990: Love ’90 (Happy Birthday John) EP-CD (nur in Japan veröffentlicht)
- 1991: An Xmas Message from Yoko (Promo-CD-Single)
- 2001: Every Man Has a Woman Who Loves Him (Lennon Version) / Every Man Has a Woman Who Loves Him (Ono Version) (7″; Promo; USA)
- 2001: Open Your Box (12″ Remix-Single)
- 2002: Kiss Kiss Kiss (Remix-Single, erschien in mehreren Formaten)
- 2002: Yang Yang (Remix-Single, erschien in mehreren Formaten)
- 2003: Walking on Thin Ice (Remix-Single, erschien in mehreren Formaten)
- 2003: Will I / Fly (Remix-Single, erschien in mehreren Formaten)
- 2004: Hell in Paradise (12″ Remix-Single)
- 2004: Everyman… Everywoman… (Remix-Single, erschien in mehreren Formaten)
- 2007: Cambridge 1969/2007 (Remix) / You And I (Remix) (nur 12″-Picture-Disc)
- 2007: Kiss, Kiss, Kiss (Remix) / Everyman Everywoman (Remix) (nur 12″-Picture-Disc)
- 2007: Walking on Thin Ice (Remix) / Toyboat (Remix) (nur 12″-Picture-Disc)
- 2007: You’re the One (Remix-Single, nur Download)
- 2007: No No No (Remix-Single, nur Download)
- 2008: Give Peace a Chance (zwei Remix-Singles, nur Download)
- 2009: Give Peace a Chance (dritte Remix-Single, nur Download)
- 2009: Day of the Sunflowers (We March On) (feat. Basement Jaxx)
- 2009: I’m Not Getting Enough (Remix-Single, nur Download)
- 2010: Give Me Something (Remix-Single, nur Download)
- 2010: Wouldnit (I’m a Star) (zwei Remix-Singles, nur Download)
- 2011: Move On Fast (drei Remix-Singles, nur Download)
- 2011: Talking to the Universe (drei Remix-Singles, nur Download)
- 2012: She Gets Down on Her Knees (zwei Remix-Singles, nur Download)
- 2012: Early in the Morning (mit Kim Gordon & Thurston Moore) (10″-Vinyl-Single)
- 2012: I’m Moving On (zwei Remix-Singles, nur Download)
- 2013: tUnE-yArDs as YOKO: We’re All Water / Warrior Woman (Remix) (10″-Vinyl-Single)
- 2013: Hold Me (feat. Dave Audé) (zwei Remix-Singles, nur Download)
- 2013: Moonbeams (nur Download)
- 2013: Waiting For The D Train (Live) (Iggy Pop & Yoko Ono/Plastic Ono Band) / I’m Going Away Smiling (Iggy Pop) (10″-Vinyl-Single)
- 2013: Greenfield Morning I Pushed An Empty Baby Carriage All Over The City/ Seed Of Joy/Life Is A Struggle (Yoko Ono & RZA) (10″-Vinyl-Single und Download)
- 2013: Walking On Thin Ice 2013 (vier Remix-Singles, nur Download)
- 2014: Angel (drei Remix-Singles, nur Download)
- 2015: I Love You, Earth (Antony & Yoko) / I’m Going Away Smiling (Antony) (10″-Vinyl-Single und Download)
- 2015: Blink (Yoko Ono & John Zorn) (10″-Vinyl-Single und Download)
- 2015: Woman Power (zwei Remix-Singles, nur Download)
- 2015: Happy Xmas (War Is Over) (Yoko Ono & Flaming Lips) / Atlas Eets Christmas (Yoko Ono & Flaming Lips) (7″-Vinyl-Single)
- 2016: Catman (Remix-Single, nur Download)
- 2016: Hell In Paradise 2016 (zwei Remix-Singles)

## Filmografie
- 1962: Ai
- 1965: Satan’s Bed
- 1966: Fluxfilm No. 9 (Eyeblink)
- 1966: Fluxfilm No. 22 (Shout)
- 1966: Film No. 1 (Match)
- 1966: Film No. 4 (Bottoms)
- 1968: Two Virgins
- 1968: Film No. 5 (Smile)
- 1969: Rape
- 1969: Honeymoon
- 1969: Diaries, Notes and Sketches
- 1969/1970: Let It Be
- 1969/1988: Sweet Toronto
- 1970: Fly
- 1970: Apotheosis
- 1970: Freedom
- 1971: Dynamite Chicken
- 1971: Up Your Legs Forever
- 1971: Clock
- 1971: Erection
- 1971: Imagine
- 1972: Please Stand By
- 1972/1986: John Lennon Live in New York City
- 1975: Eat Me
- 1988: Imagine John Lennon
- 1999: Moonshot – The Spirit of ’69
- 2000: Gimme Some Truth: The Making of John Lennon’s Imagine Album
- 2000: The Beatles Revolution
- 2001: The Real Yoko Ono
- 2001: Kiss My Grits – The Herstory of Women in Punk and Hardrock
- 2011: My Hometown
- 2018: Isle of Dogs – Ataris Reise (Isle of Dogs, Stimme)
- 2021: The Beatles: Get Back

## Sonderausstellungen
- 2013/2014: Yoko Ono: Half-A-Wind Show. Eine Retrospektive, Schirn Kunsthalle, Frankfurt am Main; Yoko Ono. Half-A-Wind Show. Retrospective., Guggenheim-Museum Bilbao[22]
- 2015: Yoko Ono: One Woman Show, 1960–1971, Museum of Modern Art, New York[23]
- 2019: Yoko Ono: Peace is Power, Museum der bildenden Künste, Leipzig[24]
- 2024: Yoko Ono. Music of the mind, Tate Modern, London
- 2024: Yoko Ono. Music of the mind. Kunstsammlung Nordrhein-Westfalen, K20, Düsseldorf
- 2024: Ex It, ortsspezifische Installation von Yoko Ono zum Thema Frieden, Palazzo della Ragione, Padua, Italien[25]
- 2025: Dream Together, Neue Nationalgalerie Berlin[26]

## Auszeichnungen

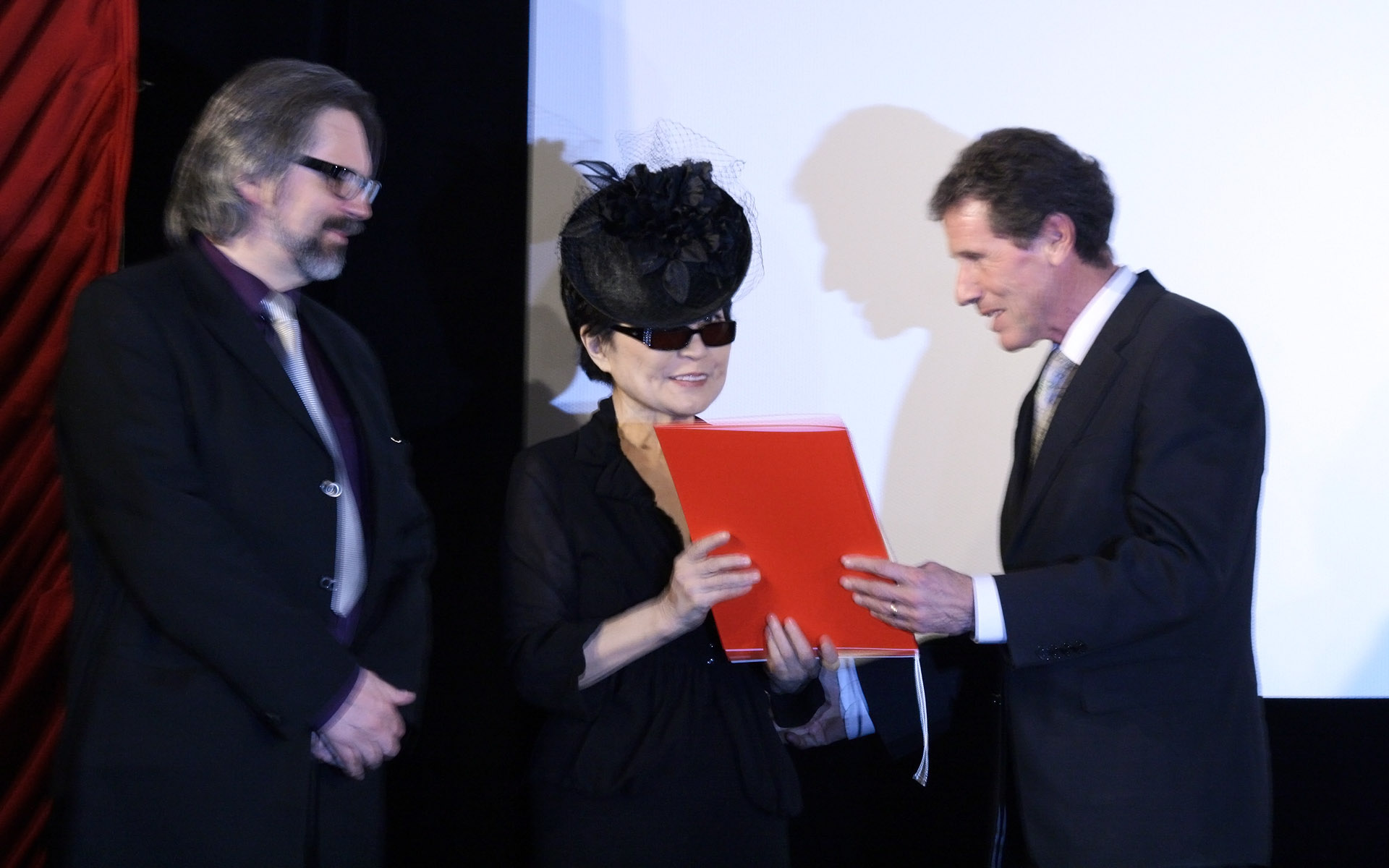
Yoko Ono, ausgezeichnet mit dem Oskar-Kokoschka-Preis 2012

- 2009: Goldener Löwe der Kunstbiennale Venedig für ihr Lebenswerk
- 2012: Oskar-Kokoschka-Preis[27]
- 2012: Internationaler Menschenrechtspreis, Dr. Rainer Hildebrandt-Medaille
- 2013: Theodor-Wanner-Preis des Instituts für Auslandsbeziehungen (ifa)
- 2013: Ehrenbürgerwürde der isländischen Hauptstadt Reykjavík[28]

### Primärliteratur
- Yoko Ono: Grapefruit. Wunternaum Press, Tokio 1964.

Grapefruit

- Yoko Ono: Grapefruit. A Book of Instructions and Drawings. 2. Auflage. Simon & Schuster, New York 1970; Neuauflage: Simon & Schuster, New York 2000, ISBN 0-7432-0110-8.
  - dt.: Grapefruit. Ein Buch voller wichtiger Dinge. Auswahl. Aus dem Englischen von Herbert Feuerstein. Bärmeier & Nikel, Frankfurt am Main 1970.
- Yoko Ono: Sphere-9. Palma 1995, ISBN 84-89034-19-2.
- Yoko Ono: Instruction Paintings. New York 1995, ISBN 0-8348-0348-8.
- Yoko Ono: Have You Seen The Horizon Lately. Oxford 1997, ISBN 1-901352-02-1.
- Yoko Ono: Spare Room. New York 2003.
- Yoko Ono: Odyssey of a Cockroach. New York 2004, ISBN 0-9753243-1-4.
- Yōko Ono: Imagine Yoko. Bakhall, Lund 2005, ISBN 91-7742-236-8.
- Yoko Ono: Horizontal Memories. Oslo 2006, ISBN 82-91430-44-6.
- Yoko Ono: Between The Sky And My Head. Walther König, Köln 2008, ISBN 978-3-86560-531-3.
- Yoko Ono: Acorn. OR Books, New York / London 2013.
  - dt.: Acorn. Aus dem Englischen von Uljana Wolf. Haffmans & Tolkemitt, Berlin 2014, ISBN 978-3-942989-61-9.

### Sekundärliteratur
- Nicola Bardola: Yoko Ono. Die Biografie. Hrsg.: Yōko Ono. LangenMüller, München 2012, ISBN 978-3-7844-3300-4.
- Katrin Berndt: Yoko Ono – In Her Own Write: Ihr musikalisches Schaffen und der Einfluß von John Lennon. Tectum-Verlag, Marburg 1999, ISBN 3-8288-8021-5.
- Alan Clayson: Woman – The Incredible Life Of Yoko Ono. New Malden, 2004, ISBN 1-84240-220-X.
- S. Noma (Hrsg.): Ono Yōko. In: Japan. An Illustrated Encyclopedia. Kodansha, 1993. ISBN 4-06-205938-X, S. 1155.
- Barbara Haskell, John G. Hanhardt: Yoko Ono, arias, and objects. Layton, 1991, ISBN 0-87905-386-0.
- Jerry Hopkins: Yoko Ono. London 1987, ISBN 0-283-99521-1.
- Klaus Hübner: Yoko Ono: „Leben auf dünnem Eis“. Econ-und-List-Taschenbuch-Verlag, München 1999, ISBN 3-612-26604-7.
- Angeli Janhsen: Yoko Ono. In: Neue Kunst als Katalysator. Reimer, Berlin 2012, ISBN 978-3-496-01459-1, S. 66–71.
- Nick Johnstone (Hrsg.): Yoko Ono talking. Schwarzkopf & Schwarzkopf, Berlin 2008, ISBN 978-3-89602-825-9 (Genehmigte Lizenzausg.).
- Chip Madinger, Mark Easter: Eight arms to hold you: the solo Beatles compendium. 44.1 Productions, 2000, ISBN 0-615-11724-4, S. 36–40. (S. 36–40).
- Ingrid Pfeiffer, Max Hollein (Hrsg.): Yoko Ono. Half-A-Wind-Show. Eine Retrospektive. Prestel, München 2013, ISBN 978-3-7913-5282-4.
- David Sheff: Yoko. Simon & Schuster, London 2025, ISBN 978-1-3985-4323-2.

- Neville Stannard: Working class heroes: the history of the Beatles’ solo recordings. ISBN 0-907080-92-8.
- James Woodall: John Lennon und Yoko Ono: zwei Rebellen – eine Poplegende. 1. Auflage. Rowohlt Berlin, Berlin 1997, ISBN 3-87134-315-3.

## Dokumentation
- Kevin Mac Donald, Sam Rice-Edawards: One to One. John & Yoko. 101 Minuten  (2025)

- Michael Epstein: John und Yoko, 90 Min., Großbritannien, 2018[29]

### Interviews
- Jutta Person: Im Interview: Yoko Ono: Alles muss raus. In: sueddeutsche.de. 9. Oktober 2010, ISSN 0174-4917 (sueddeutsche.de).
- Chanting for Liberation. A conversation about the Hare Krsna mantra between Srila Prabhupada and John Lennon, Yoko Ono, and George Harrison. Montreal Star, Juni 1969 (Interview in englischer Sprache).